# Marian Ostafiński
Marian Wiesław Ostafiński (Przemyśl, 1946. december 8. –) olimpiai bajnok lengyel labdarúgó, hátvéd.

## Pályafutása

### Klubcsapatban
1965 és 1967 között a Bieszczady Rzeszów, 1967 és 1969 között a Stal Stalowa Wola, 1969 és 1972 között a Stal Rzeszów labdarúgója volt. 1972 és 1977 között a Ruch Chorzów csapatában szerepelt, ahol két bajnoki és egy lengyelkupa-győzelmet ért el az együttessel. 1977-ben a Polonia Bytom játékosa volt. 1977–78-ban a harmadosztályú francia Hazebrouckban játszott. 1978 és 1980 között ismét a Polonia Bytom labdarúgója volt és itt fejezte be az aktív labdarúgást

### A válogatottban
1971 és 1975 között 11 alkalommal szerepelt a lengyel válogatottban. Tagja volt az 1972-es müncheni olimpiai játékokon aranyérmet nyert csapatnak.

## Sikerei, díjai
Lengyelország
- Olimpiai játékok
  - aranyérmes: 1972, München

 Ruch Chorzów
- Lengyel bajnokság
  - bajnok (2): 1973–74, 1974–75
- Lengyel kupa
  - győztes: 1974